# Hubert-Jan Henket
Hubert-Jan Henket, né le 11 mars 1940 à Heerlen, est un architecte néerlandais. Défenseur résolu de l’architecture moderniste et partisan d’une conception fonctionnaliste, il s’est néanmoins spécialisé dans la réaffectation, la rénovation et la restauration d’édifices, s’employant à concilier le neuf et l’ancien en architecture.

## Vie et carrière
Diplômé cum laude en 1969 de la faculté d’ingénierie architecturale de l’école polytechnique de Delft, où il avait suivi les enseignements de Jaap Bakema et Aldo van Eyck, il bénéficia d’une bourse du gouvernement finlandais qui lui permit en 1969 et 1970 de faire des études d’urbanisme à l’université technologique d'Helsinki. Après avoir ensuite travaillé en Finlande pour l’architecte Reima Pietilä, il se rendit à Londres, et travailla entre 1971 et 1974 pour le bureau d’architecture Castle Park Dean Hook architects. C’est pour le compte de ce même bureau qu’il assuma entre 1974 et 1976 la fonction de directeur du Housing Renewal Unit à Londres. En 1976, il fonda aux Pays-Bas son propre bureau d’architectes, Henket & partners architecten. Depuis qu’il s’est associé en 2000 à l’ingénieur Janneke Bierman, le bureau est actif sous la dénomination de BiermanHenketarchitecten.
Dès 1971, Henket se consacra parallèlement à l’enseignement de l’architecture, d’abord comme maître de conférence à The Bartlett, la faculté de génie du bâtiment de University College de Londres, ensuite comme chef collaborateur scientifique en techniques de rénovation à l’école polytechnique de Delft, puis entre 1984 et 1998 comme professeur ordinaire en techniques de construction à l’université technologique d’Eindhoven, enfin, à partir de 1998 et jusqu’à son éméritat en 2005, en qualité de professeur d’architecture à l’université technologique de Delft.

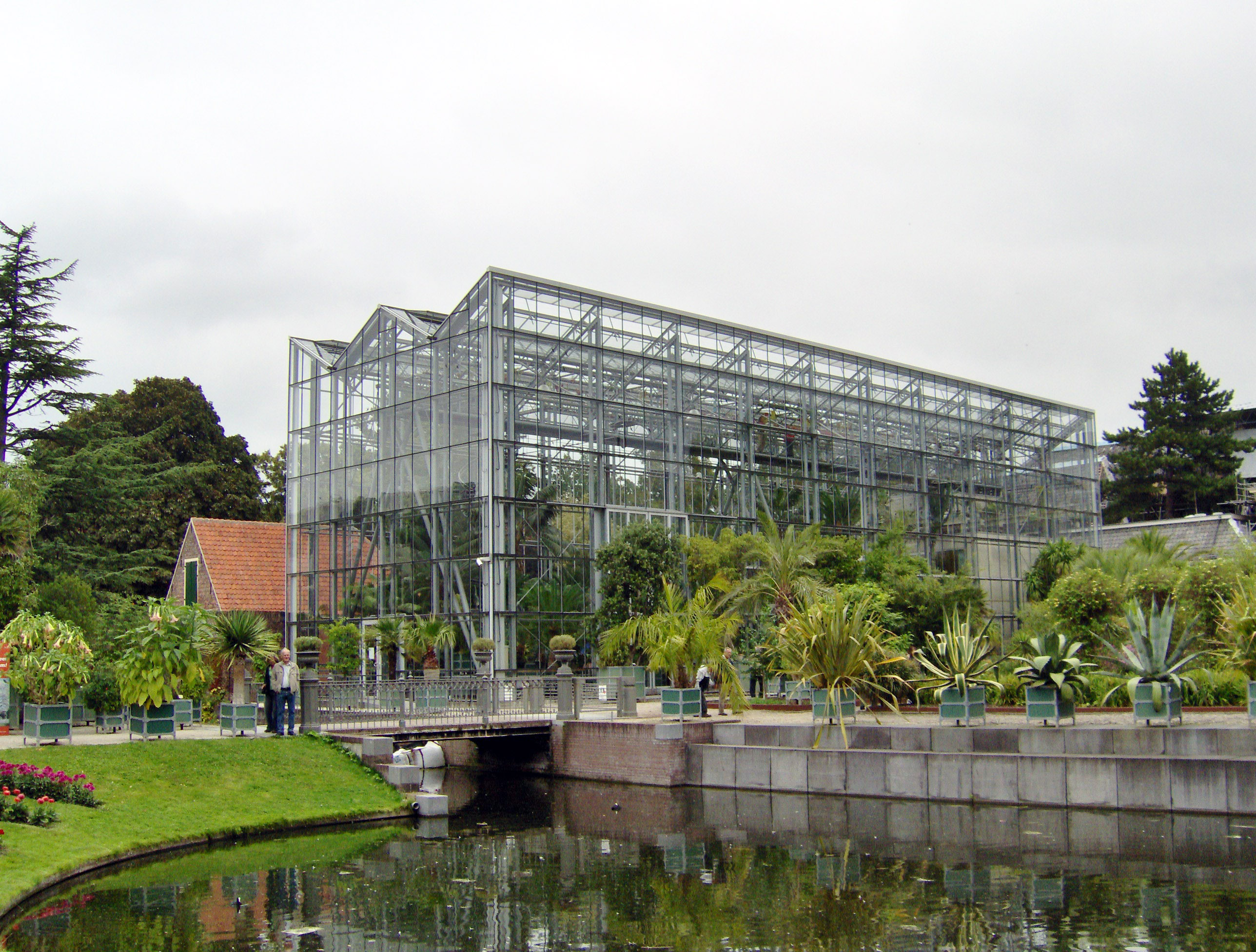
Jardin d’hiver du Hortus botanicus de Leyde.

Le bureau d’architectes fondé par Henket, et dont il continue de faire partie (2012), est établie à Esch et est membre de l’Association néerlandaise des architectes.

## Philosophie
Le bureau BiermanHenketarchitecten définit ainsi sa philosophie :

« L’architecture, qui est un art utilitaire, consiste en la mise en forme dans l’espace de structures sociales. Il s’agit avant tout, dans ces processus d’ordonnement, de satisfaire des besoins humains et de donner forme à leurs rêves. Ce processus requiert de l’architecte une attitude à la fois inspiratrice et de service. Dans toute commande, nous nous efforçons de cerner quels sont les éléments essentiels et d’atteindre dans nos projets un équilibre entre le spécifique et l’universel, entre l’usage et le ressenti, entre le détail et l’ensemble, entre l’existant et le nouveau, entre le contemporain et le permanent, entre changement et continuité, entre le transitoire et le durable.
Nous croyons en la modernité, c’est-à-dire en l’innovation sociale, technique et esthétique et en un avenir optimiste. Nos édifices conditionnent les processus qui s’y déroulent ; ils expriment la légèreté, la clarté, le calme et la transparence. Pour mettre en œuvre tout cela, une coopération intensive avec les utilisateurs apparaît essentielle. »
En 1988, Henket fonda, conjointement avec Wessel de Jonge et un groupe de partisans de l’architecture moderniste, l’organisation non marchande Docomomo International, qui s’est donné pour mission de réunir de la documentation sur les bâtiments, paysages et ensembles urbanistiques appartenant au Mouvement moderne d’après guerre et d’œuvrer à leur préservation. L’organisation, dont Henket est aujourd’hui (2011) président d’honneur, possède des sections dans plus d’une quarantaine de pays. Invité à s’expliquer sur ses efforts en faveur de l’architecture moderniste, pourtant assez mésestimée de la plupart de ses collègues, Henket précise :
« Ce n’est pas non plus le style architectural que j’admire. Si je suis fasciné par les modernes, c’est surtout en raison de leurs conceptions. En effet, de même que les modernes, je suis d’avis que l’architecture est un art utilitaire (gebruikskunst). En ce qui me concerne, un architecte n’est pas un artiste libre, qui aurait une totale autonomie de décision dans ses projets. L’architecture est une forme d’art assujettie. Dans les autres formes d’art, je ne suis pas contraint et forcé de subir les œuvres, si je n’en pas envie. (…). Dans le cas de l’architecture, c’est différent : le bâtiment est là. Quiconque serait fâché avec tel ou tel bâtiment devra néanmoins, de quelque manière, entretenir un rapport avec ce bâtiment. Cela entraîne, pour l’architecte, une grande responsabilité. »
Ailleurs il déclare : « L’architecture a pour qualité première de se mettre au service : l’utilisateur occupe une place centrale. Il s’agit de bâtiments où vivent et travaillent des gens. Ces bâtiments doivent non seulement être fonctionnels, ils doivent aussi inspirer ; ils doivent inciter à rêver. Ils doivent donner de la fierté aux gens et encourager en eux l’esprit de communauté. »
Selon Henket, le postmodernisme et autres courants apparentés ne s’inscrivent pas dans une ligne de progrès de l’architecture, et conduisent donc à une impasse. Or précisément, Henket est très intéressé par l’idée de progrès : il croit en l’innovation sociale, technique et esthétique et, de disposition optimiste, a résolument foi en l’avenir.
Il s’explique ainsi sur le nouveau musée frison (Fries Museum), actuellement en chantier à Leeuwarden, dont il fut chargé de fournir les plans (ouverture prévue septembre 2013) :
« Nous nous sommes appliqués à placer le musée au cœur de la société, dans le flux des activités quotidiennes, telles que faire des courses, habiter un logement et sortir le soir. Ensuite, nous avons tâché de concevoir un bâtiment aussi clair que possible. Un bâtiment, où, sitôt à l’intérieur, l’on soit porté à s’apaiser et à se mettre à contempler. Cela est en porte-à-faux avec la tendance prévalant à l'heure actuelle chez les architectes. Divertissement et spectacle sont aujourd’hui les maîtres mots. (…). Nous voulons ériger un bâtiment durable et fonctionnel, un bâtiment que l’on puisse aimer. »

## Réalisations
Parmi les projets conçus par Henket – à travers les bureaux Henket & partners architecten et Bierman Henket architecten –, ou auxquels il a apporté sa collaboration, on relève en particulier : la construction d’une nouvelle aile pour le musée Teyler de Haarlem ; le pavillon De Vriese du musée Boijmans Van Beuningen à Rotterdam ; la rénovation de l’institut pour sourds-muets de Saint-Michel-Gestel ; la rénovation du musée Singer à Laren ; la conception d’une passerelle de liaison pour l’école supérieure des beaux-arts d’Arnhem ; la rénovation de la chapelle de Marie de la cathédrale Saint-Jean de Bois-le-Duc ; le projet de centre d’art Verkadefabriek à Bois-le-Duc ; la rénovation et la conception d’une annexe moderne du musée Catharijneconvent à Utrecht ; le jardin d’hiver du Hortus botanicus de Leyde ; la conception du MECC à Maastricht ; la conception d’un bâtiment dans le nouveau quartier Céramique à Maastricht ; la restauration du sanatorium Zonnestraal à Hilversum, en collaboration avec le bureau d’architectes Wessel de Jonge architecten ; la conception d’un immeuble à bureaux dans le Delftechpark à Delft ; et la conception de l’ambassade des Pays-Bas à Bangkok, en Thaïlande. Henket & partners architecten sont en outre engagés dans des projets à dimension multiple, tels que l’annexe moderne du Rijksmuseum d’Amsterdam et du Stedelijk Museum de cette même ville. Enfin, le bureau de Henket est chargé de la supervision architecturale et urbanistique de l’aéroport Schiphol, de Hart van Zuid à Hengelo (Overijssel), de la spoorzone (site ferroviaire) de Tilbourg et de la place de Schijndel.

## Distinctions
Henket remporta en 1999 le prix du Prins Bernhard Cultuurfonds pour l’ensemble de son œuvre et fut promu chevalier de l’ordre du Lion néerlandais en 2003.
En 2004, il se vit décerner, conjointement avec Wessel de Jonge, le prix BNA Kubus de l’Association néerlandaise des Architectes (Nederlandse Bond van Architecten), décision que le jury a motivée dans les termes suivants :
« Le jury estime de grand intérêt que les lauréats se préoccupent également du patrimoine architectural de la période d’après-guerre, la préservation duquel constitue une importante tâche actuelle. (…) Le jury a proposé à la fois Henket et De Jonge parce qu’ils ont tous deux une vision claire de la manière de revitaliser le patrimoine architectural. Ils y procèdent, chacun de leur côté, sur la base d’une ample vision de la société. Dans l’œuvre des deux lauréats transparaissent clairement des éléments tels que le choix de solutions intelligentes et orientées sur l’avenir, le soin méticuleux et le savoir-faire professionnel. (…) Il est par ailleurs apparu important au jury que Henket autant que De Jonge s’attachent à concevoir une pensée et à élaborer une théorie, pour ensuite les matérialiser. »
À signaler également le prix Victor de Steurs, le prix Schreuders d’architecture souterraine, et le Nederlandse Bouwprijs 2005. En 2007, le Fries Museum (musée frison) à Leeuwarden et le Glaspaleis à Heerlen organisèrent chacun une exposition consacrée à son œuvre.

### Publications de Hubert-Jan Henket
- Bouwen is dienstverlenen: op zoek naar geschikte technologie; ontwerpen is balanceren, H.A.J. Henket (1986). Discours inaugural TU Eindhoven
- Bouwtechnisch onderzoek 'Jongere bouwkunst'; Partie 1: Methode restauratiekeuze, H.A.J. Henket, W. de Jonge, édition conjointe de la TU Delft et de la TU Eindhoven (1987) ; ouvrage commandé par le Rijksdienst voor de Monumentenzorg (office néerlandais des monuments historiques)
- Bouwtechnisch onderzoek 'Jongere bouwkunst'; Partie 2: Demonstratie Dresselhuys paviljoen, édition conjointe de la TU Delft et de la TU Eindhoven (1987) ; ouvrage commandé par le Rijksdienst voor de Monumentenzorg
- Conference proceedings: first international conference, September 12-15, 1990, H.A.J. Henket; Wessel de Jonge, édition conjointe de la TU Eindhoven et du Rijksdienst voor Archeologie, Cultuurlandschap en Monumenten (1991),  (ISBN 9038600615)
- Takamasa Kuniyasu: return to the self, H.A.J. Henket, Paul Panhuysen, Lucas van Beeck, Het Apollohuis (1992);  (ISBN 9071638162)
- Back from Utopia: the challenge of the Modern Movement, H.A.J. Henket, Hilde Heynen; John Allan, Wessel de Jonge, 010 Publishers (2002);  (ISBN 9064504830)
- Het Nieuwe Bouwen en restaureren: het bepalen van de gevolgen van restauratiemogelijkheden: onderzoek, H.A.J. Henket, W. de Jonge, édition conjointe du Rijksdienst voor de Monumentenzorg et de la SDU (1990);  (ISBN 9012065402)

### Publications sur Hubert-Jan Henket
- Het Corps ALS Koninkrijk: 150 Jaar Delftsch Studenten Corps, Emile Henssen, éd. Verloren (1998);  (ISBN 9065505806)
- Curriculum vitæ Hubert-Jan Henket, version en ligne « consultable ici »(Archive.org • Wikiwix • Archive.is • Google • Que faire ?)
- Koninklijke onderscheiding voor Hubert-Jan Henket en Wessel de Jonge (distinction royale pour Hubert-Jan Henket et Wessel de Jonge), Faculteit Bouwkunde, version en ligne consultable ici
- ABT en Hubert-Jan Henket winnaars Schreudersprijs 2003 (lauréats du prix Schreuder 2003), version en ligne « consultable ici »(Archive.org • Wikiwix • Archive.is • Google • Que faire ?)
- ‘Architectuur is gebruikskunst’ (l’architecture est art d’usage), Het Architectenboek; version en ligne « consultable ici »(Archive.org • Wikiwix • Archive.is • Google • Que faire ?)
- 'Een architect moet zich wegcijferen' (un architecte doit s’effacer) ; Hubert-Jan Henket, winnaar BNA-kubus, vindt dat architectuur zijn sociale functie is kwijtgeraakt (Hubert-Jan Henket, lauréat du prix BNA-kubus, estime que l’architecture a perdu sa fonction sociale functie). 'Un bâtiment doit être contemporain, mais ne pas se soumettre à la mode', Ludo Diels, In: de Volkskrant, 12 novembre 2004; version en ligne consultable ici
- Een joviale dienaar (un serviteur jovial), Prof.ir. Hubert-Jan Henket (1940) neemt afscheid als hoogleraar restauratie bij Bouwkunde. De 'dienende' ontwerper maakte de weg vrij voor een nieuwe blik op restaureren.; Robert Vischer; In: TUDelta, année 37, 10-11-2005; version en ligne consultable ici
- Plan global d’aménagement (Masterplan) du musée Teyler, par Hubert-Jan Henket, version en ligne consultable ici
- Exposition Henket & partners architecten et documentaire De man van glas, staal en hout, Hubert-Jan Henket in Glaspaleis Heerlen lors des architectuurweken (semaines de l’architecture) à Heerlen, version en ligne « consultable ici »(Archive.org • Wikiwix • Archive.is • Google • Que faire ?)
- Hubert-Jan Henket, architect van het nieuw Fries Museum, version en ligne consultable ici
- BNA Kubus voor Hubert-Jan Henket en Wessel de Jonge, Nieuwsbank, 26 août 2004, version en ligne consultable ici
- Nieuw Leven, SHNI Nieuwsbrief 10 – février 2005 – Compte rendu, version en ligne consultable ici